# Agelasta villosipes
Agelasta villosipes är en skalbaggsart som beskrevs av Stefan von Breuning 1939. Agelasta villosipes ingår i släktet Agelasta och familjen långhorningar. Inga underarter finns listade i Catalogue of Life.